# وسيم سجاد
وسيم سجاد (30 آذار 1941 - ) هو محام ومربي قانوني باكستاني وقد تقلد منصب رئيس باكستان لفترتين غير متعاقبتين من تموز 1993 حتى تشرين الثاني 1993, ومن 1996 حتى 1997.
حاليا هو عضو في الجماعة الإسلامية في باكستان (ق) كما أنه رئيس المعارضة في مجلس الشيوخ الباكستاني كما أنه مستشار الجامعة الوطنية لعلوم الحاسوب والعلوم الناشئة في إسلام آباد. وحسب ما قال وسيم سجاد أنه قد عُرض عليه منصب وزير العدل بعد تقاعد الشيخ رياض أحمد عام 2003 ولكنه رفض المنصب، وحاليا هو يشغل منصب رئيس مجلس إدارة جمعية بيوت الشباب.